# Evensen (Lamspringe)
Das Dorf Evensen gehört zum Ortsteil Sehlem der niedersächsischen Gemeinde Lamspringe und liegt knapp 15 km östlich von Alfeld (Leine).

## Geografie
Etwa einen Kilometer südlich des Ortes liegt ein Konfluenzpunkt, also ein Schnittpunkt eines ganzzahligen Längengrades und ganzzahligen Breitengrades, 52° 0′ 0″ N, 10° 0′ 0″ O, basierend auf dem WGS 84, welches vom GPS verwendet wird. Etwa 200 m entfernt steht ein Denkmal zu diesem Punkt, basierend auf dem Messsystem Potsdam Datum, welches bei Topografischen Karten verwendet wird.

## Geschichte
Die Geschichte des Ortes ist ab 1149 belegt. Zu dieser Zeit gehörten dem Kloster Lamspringe dort Ländereien. Weitere Grundherren waren die Herren von Steinberg. Dem Winzenburger Erbregister von 1578 zufolge gehörte das Dorf zum Amt Winzenburg, seine Bewohner hatten den Zehnten jedoch dem Kloster Lamspringe zu entrichten. 1964 endete mit der Schließung der Schule im Zuge der Errichtung von Schulzentren die seit dem 17. Jahrhundert bestehende Tradition der eigenen Dorfschule. Das letzte 1892 erbaute Schulhaus dient heute Wohnzwecken.
Im Zuge der Gebietsreform in Niedersachsen wurde Evensen am 1. März 1974 in die Gemeinde Sehlem eingemeindet und somit der Samtgemeinde Lamspringe angeschlossen.
Die Gemeinden Sehlem, Harbarnsen, Lamspringe, Neuhof und Woltershausen der am 31. Oktober 2016 aufgelösten Samtgemeinde Lamspringe wurden am 1. November 2016 zur neuen Gemeinde Lamspringe vereinigt.

## Politik

### Ortsrat und Ortsbürgermeister
Evensen wird auf kommunaler Ebene vom Ortsrat aus Sehlem vertreten.

### Wappen
Der Gemeinde wurde das Kommunalwappen am 6. Januar 1939 durch den Oberpräsidenten der Provinz Hannover verliehen. Der Landrat aus Alfeld überreichte es am 8. Mai desselben Jahres.
| Wappen von Evensen | Blasonierung: „In silbernem Schild ein roter Pferdekopf mit Blesse.“ |
| Wappen von Evensen | Wappenbegründung: Da die Geschichte des Dorfes Evensen keinerlei Anhalt für die Gestaltung eines Wappens bot, erkor die Gemeinde sich den Kopf des Pferdes zum Wappensymbol, in dem die Liebe und Verbundenheit zu dem willigen Genossen und unentbehrlichen Gehilfen des Bauern starken Ausdruck findet. |

## Religion
Die heutige evangelisch-lutherische Kirche stammt aus dem Jahr 1600, ihre Fundamente sind jedoch noch älter. Das über dem Portal angebrachte Wappen mit der Inschrift „Johann Burchtorf“ bezeugt das frühere Kirchenpatronat der Familie Burchtorf.

## Wirtschaft und Infrastruktur
Evensen verfügt heute nicht mehr über eine Anbindung an den öffentlichen Personenverkehr. Die nächstgelegene Bushaltestelle befindet sich in Sehlem, der nächstgelegene Haltepunkt der Eisenbahn in Bodenburg.